# Wahre Orthodoxe Kirche
Wahre Orthodoxe Kirche ist eine Bezeichnung für einige orthodoxe Kirchen in Südosteuropa und Osteuropa.

## Geschichte
1924 wurde die Kirche der wahren orthodoxen Christen Griechenlands gegründet, die die Einführung des Neujulianischen Kalenders in der Orthodoxen Kirche Griechenlands ablehnte.
In der gleichen Zeit entstanden in der Sowjetunion Gemeinden im Untergrund (Katakombenkirchen), die die Annäherung der Russisch-Orthodoxen Kirche an die neue Sowjetmacht ablehnten.
In den folgenden Jahrzehnten entstanden weitere kleine Kirchen als Abspaltungen, besonders nach 1990.

## Theologische Ausrichtung
Die Wahren Orthodoxen Kirchen verstehen sich als Teil einer kirchlichen Bewegung. Diese orientiert sich an den Grundsätzen der altkalendarischen Kirchen in Griechenland und der Katakombenkirchen in der Sowjetunion.
Die Kirchen sind theologisch sehr traditionell ausgerichtet, die Neuerungen der griechischen und russischen Kirchen lehnen sie ab. Sie lehnen auch die Sakramente und Weihen der großen Kirchen ab.

## Wahre Orthodoxe Kirchen
Altkalendarische Kirchen
- Wahre Orthodoxe Kirche Griechenlands (Matthaios-Synode), 1937
- Wahre Orthodoxe Kirche Rumäniens, 1964
- Wahre Orthodoxe Kirche Griechenlands (Kirykos-Synode), 2005
- Wahre Orthodoxe Kirche Russlands (Истинно-Православная Церковь России), 2008
- Wahre Orthodoxe Kirche Zyperns, 2008
- Wahre Orthodoxe Kirche Kenias, 2008

Wahre Orthodoxe Kirchen in Russland
- Russische Wahre Orthodoxe Kirche (Русская Истинно-Православная Церковь), 1997 aus Russischer Orthodoxer Kirche im Ausland abgespalten[1]
- Russische Wahre Orthodoxe Kirche (Российская Истинно-Православеая Церковь), 1997 aus Ukrainischer Autokephaler Orthodoxer Kirche abgespalten[2]
- Wahre Orthodoxe Kirche in Russland (Orthodoxe Kirche Russlands) (Православная Церковь России), 1999 aus Russischer Wahrer Orthodoxer Kirche abgespalten[3]
- Wahre russisch-orthodoxe Kirche, 2003, apokalyptische Gemeinschaft[4]

Weitere Kirchen
- Serbische Wahre Orthodoxe Kirche (Српска Истинска Православна Црква), seit 1990
- Wahre Orthodoxe Kirche Moldawiens, 2007 aus Russischer Orthodoxer Kirche im Ausland abgespalten